# Hoyocasero

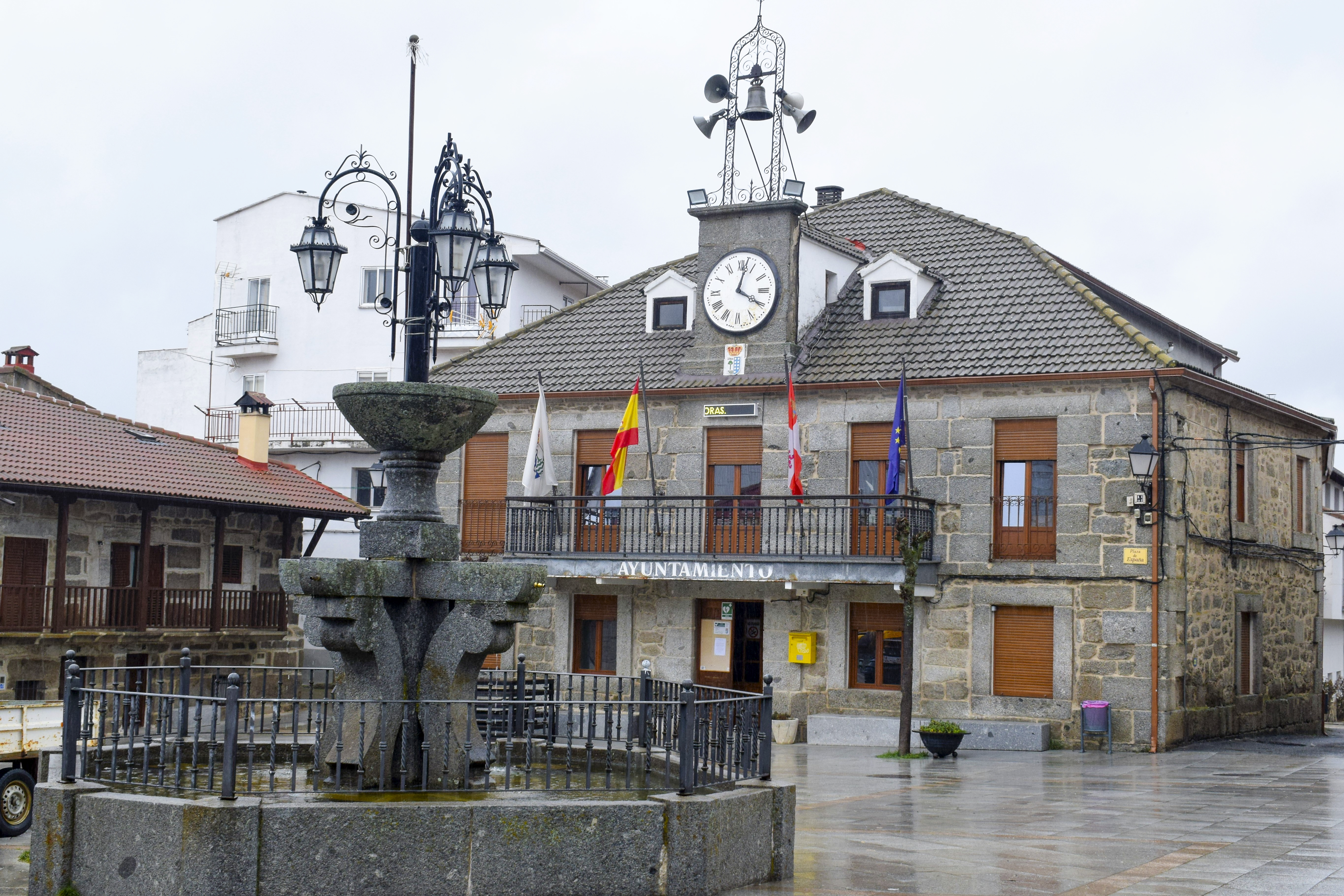
Ayuntamiento

Hoyocasero es un municipio y una localidad española perteneciente a la provincia de Ávila, en la comunidad autónoma de Castilla y León. Se sitúa en el valle del alto Alberche, en la falda de su sierra homónima. Cuenta con una población de 311 habitantes (INE 2024).

## Símbolos
El escudo heráldico que representa al municipio fue aprobado oficialmente el 22 de mayo de 1986 con el siguiente blasón:

«Partido: Primero de plata, un pino de sinople sostenido de ondas del mismo color, y superado de la leyenda, en letras de sable, ENFITEUSIS. Segundo, de azur nueve bezantes de plata bien ordenados. Al Timbre Corona Real Cerrada.»
Boletín Oficial de Castilla y León nº 82 de 5 de junio de 1987

La descripción textual de la bandera que utiliza el municipio es:

«Bandera cuadra, de color blanco toda ella. En el centro, en proporción 1:2, el Escudo del Ayuntamiento de Hoyocasero.»
Memoria histórica del Escudo y Bandera del pueblo de Hoyocasero.

## Geografía
Integrado en la comarca de Valle Alto del Alberche, se sitúa a 55 kilómetros de la capital provincial. El término municipal está atravesado por la carretera nacional N-502 entre los pK 43 y 45 y por la carretera provincial AV-905 que se dirige hacia Navalosa. 
El relieve del municipio es predominantemente montañoso, aunque cuenta también con dehesas, pinares y numerosos arroyos que  suavizan el terreno. El río Alberche hace de límite por el oeste, si bien, hace un giro hacia el este por el sur y entra en el territorio para cruzarlo antes de pasar a Navalosa. La altitud oscila entre los 1708 metros (pico Navasolana) y los 1170 metros a orillas del Alberche. La localidad está situada a una altitud de 1349 metros sobre el nivel del mar.
| Noroeste: Cepeda la Mora           | Norte: Navalacruz        | Noreste: Navaquesera |
| Oeste: San Martín del Pimpollar    |                          | Este: Navalosa       |
| Suroeste: San Martín del Pimpollar | Sur: Villarejo del Valle | Sureste: Navalosa    |

### Espacios naturales
En la actualidad, el pueblo es conocido por su pinar de pino silvestre, que es un "islote de vida" que alberga en su reducido espacio, a más de cuatrocientas especies vegetales superiores,[cita requerida] que crecen en sus tres estratos (arbóreo, arbustivo y herbáceo). Conserva en su estrato herbáceo especies que lo que le hace ser único en todo el Sistema Central, tanto por su riqueza de especies endémicas como por guardar otras de carácter eurosiberiano, que constituyen verdaderas reliquias a esta latitud.[cita requerida]

## Historia
Tiene su origen en la cultura celta de los vetones como se constata por los enterramientos en el entorno de la ermita del Cristo. La primera referencia histórica a Hoyocasero (en aquel momento Oyó-quesero) es la de una escaramuza de guerra en 1090 que se enmarcaba dentro de la lucha entre el rey moro de Badajoz, Mutawakkil y Alfonso VI por el control de Toledo tras la muerte de Al-Mamún en 1076.

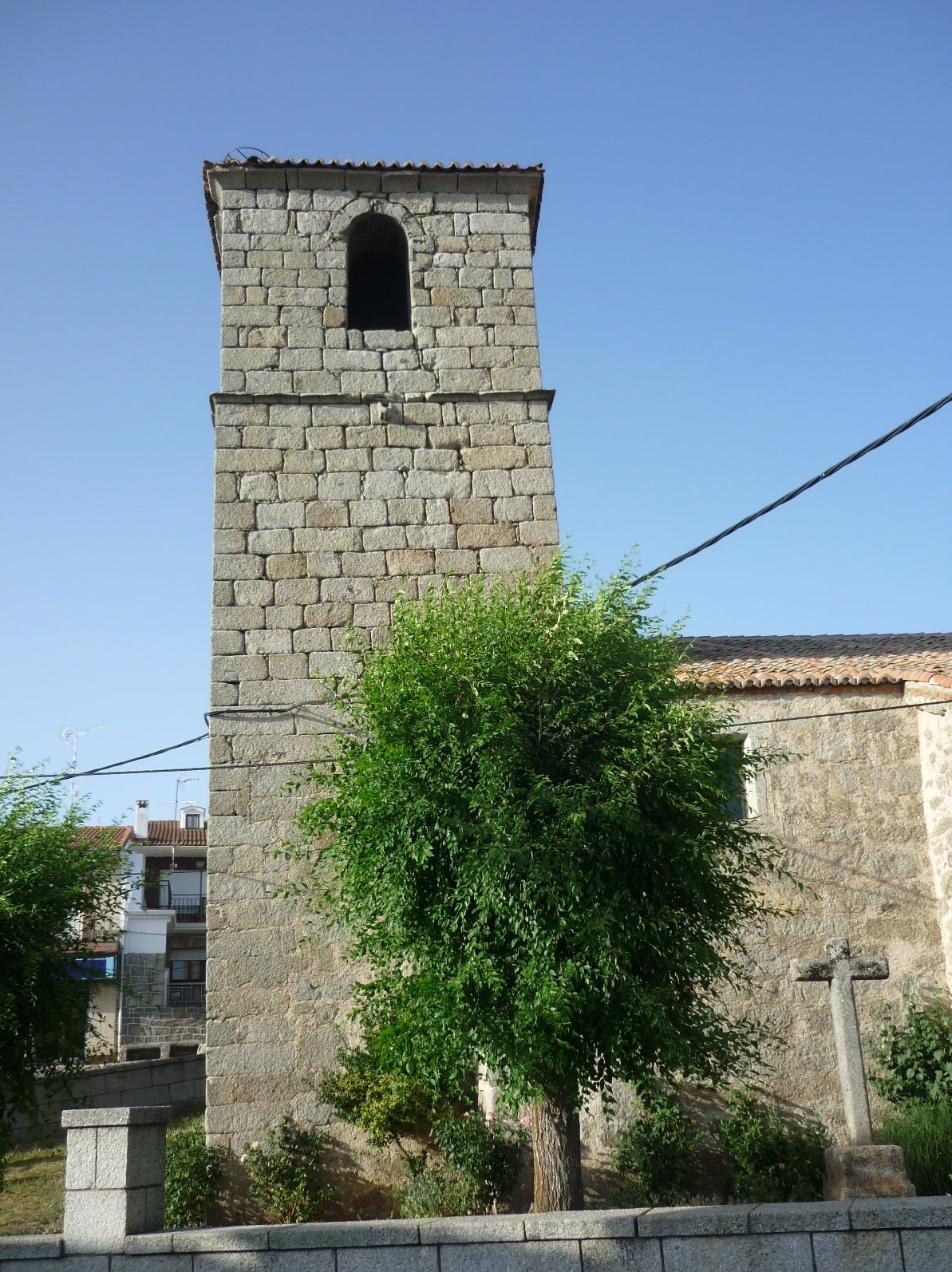
Iglesia de San Juan Bautista en la localidad

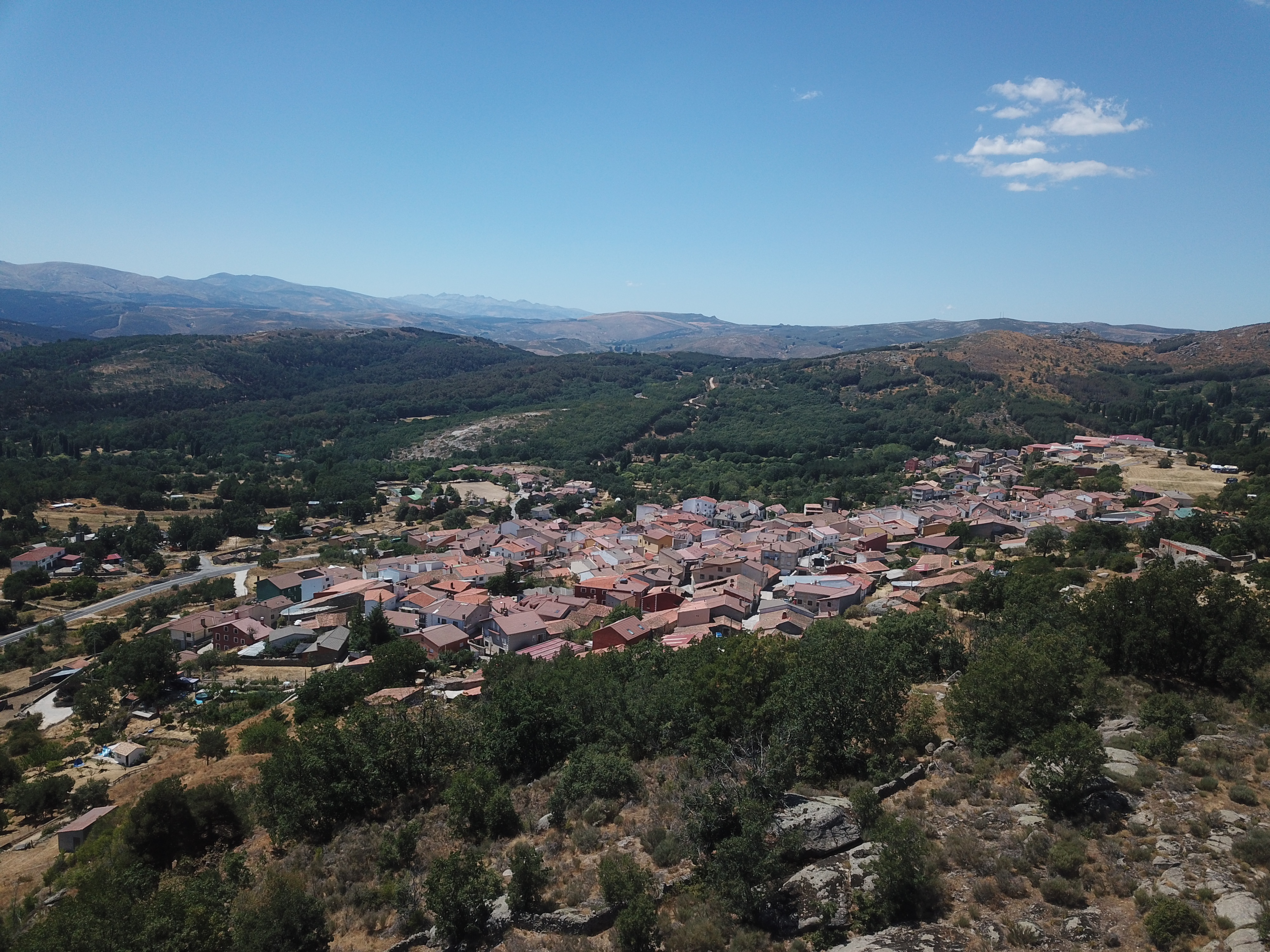
Hoyocasero, foto aérea con la sierra de Gredos al fondo (2019)

Durante la Edad Media, y hasta 1795, dependió con el resto de aldeas o collaciones del valle del Alberche de la Abadía del Burgohondo, que controlaba el valle desde la hoy ermita de San Pedro en Navarrevisca. Dicha abadía fue disuelta por su extrema relajación e indisciplina en la fecha mencionada.
En el siglo XVI una parte del término municipal, propiedad de los Velada era aprovechado por los vecinos del lugar, sin que los titulares las prestase el mínimo de atención, ya que seguramente les habían sido entregadas a sus antepasados como tributo de bizarría. Tras unas serie de pleitos entre los vecinos de Hoyocasero que habían ocupado la tierra y los dueños, fue concertado el censo enfitéutico entre ambas partes, por escritura fechada en 6 de enero de 1567 y que establecía una especie de alquiler sin fecha de finalización entre el representante de Mosén Rubí de Bracamonte y el pueblo de Hoyocasero, acuerdo que ha estado en vigor hasta entrado el siglo XX.

## Demografía
Hoyocasero cuenta con una población de 311 habitantes (INE 2024).
| Gráfica de evolución demográfica de Hoyocasero entre 1842 y 2021                                                      |
| |
| Población de derecho según los censos de población del INE. Población de hecho según los censos de población del INE. |

## Monumentos y lugares de interés
En el año 2010 se halló en el término municipal, concretamente en el denominado Praíllo de los Mijares, un altar de piedra con 6 escalones tallados, de la Edad del Hierro, similar al del Castro de Ulaca de Solosancho.

## Ciudades hermanadas
- Luis Beltrán, Río Negro, Argentina[8]